# Herslev (Fredericia)
Herslev is een plaats in de Deense regio Zuid-Denemarken, gemeente Fredericia, en telt 322 inwoners (2007).